# マイク・マージャマ
マイケル・グレゴリー・マージャマ（Michael Gregory Marjama, 1989年7月20日 - ）は、アメリカ合衆国カリフォルニア州プレイサー郡ローズビル出身のプロ野球選手（捕手）。右投右打。

## 経歴

### プロ入りとホワイトソックス傘下時代
2011年のMLBドラフト23巡目（全体711位）でシカゴ・ホワイトソックスから指名され、プロ入り。契約後、傘下のアパラチアンリーグのルーキー級ブリストル・ホワイトソックスでプロデビュー。24試合に出場して打率.221、7打点を記録した。
2012年はパイオニアリーグのルーキー級グレートフォールズ・ボイジャーズとA級カナポリス・インティミデイターズでプレーし、2球団合計で32試合に出場して打率.289、2本塁打、17打点、1盗塁を記録した。
2013年はA級カナポリスでプレーし、97試合に出場して打率.277、6本塁打、46打点、9盗塁を記録した。
2014年はA+級ウィンストン・セイラム・ダッシュでプレーし、70試合に出場して打率.266、3本塁打、17打点、2盗塁を記録した。

### レイズ傘下時代
2015年1月29日に後日発表選手または金銭とのトレードで、タンパベイ・レイズへ移籍した。シーズンでは傘下のA+級シャーロット・ストーンクラブズでプレーし、90試合に出場して打率.302、9本塁打、52打点、3盗塁を記録した。
2016年はAA級モンゴメリー・ビスケッツでプレーし、74試合に出場して打率.288、5本塁打、38打点、2盗塁を記録した。
2017年はAAA級ダーラム・ブルズでプレーした。

### マリナーズ時代
2017年8月6日にルイス・レンヒフォ、アンソニー・ミセビッチ及び後日発表選手とのトレードで、ライアン・ガートンと共にマリナーズへ移籍した。移籍後は傘下のAAA級タコマ・レイニアーズへ配属され、この年所属したマイナー2球団合計では92試合に出場して打率.249、12本塁打、63打点、3盗塁を記録した。ロースターが拡大した9月1日にメジャー契約を結んでアクティブ・ロースター入りし、3日のオークランド・アスレチックス戦でメジャーデビュー。10月1日のロサンゼルス・エンゼルス戦ではホセ・アルバレスからメジャー初本塁打を放った。この年メジャーでは5試合に出場して打率.333、1本塁打、1打点を記録した。
2018年は自身初の開幕メジャー入りを果たした。さらに故障者リスト入りしたマイク・ズニーノの代役として3月30日、クリーブランド・インディアンスとの開幕戦では「8番・捕手」で先発出場した。7月6日に引退を表明した。

## 詳細情報

### 年度別打撃成績
| 年 度    | 球 団    | 試 合 | 打 席 | 打 数 | 得 点 | 安 打 | 二 塁 打 | 三 塁 打 | 本 塁 打 | 塁 打 | 打 点 | 盗 塁 | 盗 塁 死 | 犠 打 | 犠 飛 | 四 球 | 敬 遠 | 死 球 | 三 振 | 併 殺 打 | 打 率 | 出 塁 率 | 長 打 率 | O P S |
| -------- | -------- | ----- | ----- | ----- | ----- | ----- | -------- | -------- | -------- | ----- | ----- | ----- | -------- | ----- | ----- | ----- | ----- | ----- | ----- | -------- | ----- | -------- | -------- | ----- |
| 2017     | SEA      | 5     | 9     | 9     | 1     | 3     | 1        | 0        | 1        | 7     | 1     | 0     | 0        | 0     | 0     | 0     | 0     | 0     | 1     | 0        | .333  | .333     | .778     | 1.111 |
| 2018     | SEA      | 10    | 29    | 27    | 1     | 3     | 3        | 0        | 0        | 6     | 0     | 0     | 1        | 0     | 0     | 2     | 0     | 0     | 6     | 2        | .111  | .172     | .222     | .395  |
| MLB：2年 | MLB：2年 | 15    | 38    | 36    | 2     | 6     | 4        | 0        | 1        | 13    | 1     | 0     | 1        | 0     | 0     | 2     | 0     | 0     | 7     | 2        | .167  | .211     | .361     | .572  |

### 年度別守備成績
| 年 度 | 球 団 | 捕手（C） | 捕手（C） | 捕手（C） | 捕手（C） | 捕手（C） | 捕手（C） | 捕手（C） | 捕手（C） | 捕手（C） | 捕手（C） |
| 年 度 | 球 団 | 試 合     | 刺 殺     | 補 殺     | 失 策     | 併 殺     | 守 備 率  | 捕 逸     | 許 盗 塁  | 盗 塁 刺  | 阻 止 率  |
| ----- | ----- | --------- | --------- | --------- | --------- | --------- | --------- | --------- | --------- | --------- | --------- |
| 2017  | SEA   | 5         | 21        | 1         | 0         | 0         | 1.000     | 0         | 0         | 1         | 1.000     |
| MLB   | MLB   | 5         | 21        | 1         | 0         | 0         | 1.000     | 0         | 0         | 1         | 1.000     |

### 背番号
- 28（2017年）
- 10（2018年）